# Erdődy Gábor
Erdődy Gábor (Budapest, 1951. július 8. –) történész, diplomata, egyetemi tanár.

## Élete
Édesanyja sváb származású, így már gyermekkorában megtanult németül. Gimnáziumi tanulmányait a budapesti Eötvös József Gimnáziumban végezte, ahol 1969-ben érettségizett. A Központi Sportiskolában kosárlabdázott 1965-69 között, majd 1971-től visszavonulásáig a BEAC-ban folytatta a sportolást. Szakosztályvezetője volt az 1990-ben NB I-es felnőtt bajnokságot nyert BEAC női kosárlabda csapatának. 
Egyetemi diplomát 1975-ben szerzett az ELTE Bölcsészettudományi Kar történelem-német szakán. 
1978 óta tanít az Eötvös Loránd Tudományegyetemen.  
1992-96 között a Magyar Köztársaság bonni, 2002–2009 között a Magyar Köztársaság Szentszék, valamint Szuverén Máltai Lovagrend melletti nagyköveteként működött. 1997–1998-ban a Magyar Millennium program miniszteri biztosa volt. 

### Családja
1974-ben házasodott meg. Felesége, Csorba Csilla művészettörténész, a Petőfi Irodalmi Múzeum volt főigazgatója. 
Gyermekeik: Orsolya (1976) és Kristóf (1987).

## Pályafutása
1970–1975 között az Eötvös Loránd Tudományegyetem Bölcsészettudományi Karára járt, német és történelem szakon szerzett diplomát.
Két év továbbképzés után 1977-78-ban a Néprajzi Múzeum muzeológusa volt. 1978-ban oktatóként tért vissza az ELTE-re. Előbb az új- és legújabbkori egyetemes történelem tanszék tanársegédje, majd adjunktusa, 1984-től az új- és legújabbkori magyar történelmi tanszéken adjunktus, 1988-tól docens. 1980 és 1990 között az MTA Magyar-Osztrák Történész Vegyesbizottságának titkára.
1990-től a Külügyminisztérium főosztályvezető-helyettese, a bonni magyar nagykövetségen követ, első besztott, 1992–1996 között nagykövet. 
1997 őszétől 1998 szeptemberéig a Magyar Millennium program miniszteri biztosa.
1999 óta a bonni egyetem részeként működő Zentrum für Europäische Integrationsforschung Senior Fellow-ja.
2002–2009 között a Magyar Köztársaság Szentszék, valamint Szuverén Máltai Lovagrend melletti nagykövete.
A Gróf Andrássy Gyula Budapesti Német Nyelvű Egyetem Alapító Szenátusának tagjaként részt vett az intézmény létrehozásában. 2002-ben a működését ősszel megkezdő egyetem professzorának nevezték ki.
2003-ban megválasztották a Szent István Akadémia rendes tagjának.
2008 óta az MTA Történettudományi Bizottságának tagja.
2009–2016 között az Új- és Jelenkori Magyar Történeti Tanszék vezetője.
2009-ben megvédte A magyar 1848/49 belga tükörben c. akadémiai doktori értekezését.
2010-ben az MTA doktora, majd az ELTE egyetemi tanára.
2010–2013 között az ELTE Történelemtudományok Doktori Iskola – Új- és Jelenkori Magyar Történelem Doktori Programja vezetője.
2010–2012 között az MTA-ELTE Pártok, Pártrendszerek, Parlamentarizmus Kutatócsoport vezetője.
2011-től a Forum Mitteleuropa beim Sächsischen Landtag kuratóriumának tagja.
2011-től a Történelmi Szemle, a História, a Világtörténet, az Egyháztörténeti Szemle szerkesztőbizottságának tagja.
2013-tól az MTA közgyűlési képviselője.
2013–2017 között az ELTE nemzetközi kapcsolatokért felelős rektor-helyettese.
2013–2019 között az ELTE Történelemtudományok Doktori Iskola vezetője.
2013–2016 között az Állam és társadalom viszonya a 19. századi magyar politikai kultúrában című OTKA-projekt vezetője.
2015–2020 a Regensburgi Egyetem Magyar Intézete (Hungaricum-Ungarisches Institut) Direktóriumának tagja.
2017-től Az Institut für Donauschwäbische Geschichte und Landeskunde Tudományos Tanácsának tagja.
Fő kutatási és oktatási területe a 19. századi magyar, német és belga történelem, külpolitika és eszmetörténet, illetve 1848-49.

## Díjak, kitüntetések
- 1996. Wolfgang-Paul-Plakette (Rheinische Friedrich-Wilhelms-Universität)
- 1996. A Magyar Köztársaság Érdemrend Középkeresztje (polgári tagozat)
- 1997. A Németországi Szövetségi Köztársaság Nagy Érdemkeresztje Csillaggal és Szalaggal
- 2005. IX. Pius Rend Nagykeresztje Csillaggal és Szalaggal
- 2007. A Szuverén Máltai Lovagrend Nagykeresztje Csillaggal és Szalaggal
- 2017. Az Eötvös Loránd Tudományegyetem Emlékérme
- 2017. Praemio Pro Facultate Philosophiae di Universitatis Scientiarium Budapestinensis de Rolando Eötvös

## Főbb művei

### Önálló kötetek
- Herman Ottó és a társadalmi-nemzeti felemelkedés ügye. Kísérlet a demokratikus ellenzékiség érvényesítésére a dualista Magyarországon. Akadémiai Kiadó, Budapest, 1984. 184 o.
- A magyar kormányzat európai látóköre 1848-ban. Akadémiai Kiadó, Budapest, 1988. 133 o.
- A 19. századi német liberalizmus. Argumentum Kiadó, Budapest, 1993. 122 o.
- Kényszerpályán. Magyar külpolitikai gondolkodás 1849-ben. Argumentum Kiadó, Budapest, 1998. 142 o.
- Erdődy Gábor: Batthyány Lajos / Hermann Róbert: Szemere Bertalan. Pannonica Kiadó, Budapest, 2002. 164 o.
- „Szabadságot mindenben és mindenkinek.” A belga alkotmányos rendszer létrejötte és működése 1831–1848. Argumentum Kiadó, Budapest, 2006. 295 o.
- „Én csak fáklyatartó voltam.” Kossuth Lajos, a magyar polgári forradalom és a szabadságharc irányítója (1848–1849). ELTE Eötvös Kiadó, Budapest, 2006. 246 o.
- A demokrácia katonái. A magyarországi polgári-alkotmányos átalakulás és szabadságharc belga megítélése 1848–1849-ben. ELTE Eötvös Kiadó, Budapest, 2010. 394 o.
- Tradicionális történelmi identitás – modern politikai eszmerendszer. Antall József kereszténydemokrata politikai filozófiája és annak nemzeti történelmi beágyazottsága. ELTE Eötvös Kiadó, Budapest, 2011. 236 o.
- A polgári nemzetté válás útjai. Tanulmányok a 19. századi belga és magyar történelemről; Line Design, Bp., 2022 ('48-as könyvtár)

### Szerkesztett kötetek
- Az átalakulások világáról. Válogatás Herman Ottó természettudományos, nyelvészeti és archeológiai írásaiból; válogatta, sajtó alá rendezte és az utószót írta Erdődy Gábor. Magvető Kiadó, Budapest, 1980. 433 o.
- Demographie, Bevölkerungs- und Agrarstatistik; szerk. Erdődy Gábor; Akadémiai Kiadó, Budapest, 1982. 149 o.
- A pokol cséplője. Herman Ottó gyűjtőnaplói, vitacikkei, levelei; válogatta, sajtó alá rendezte, az utószót írta Erdődy Gábor; Magvető Kiadó, Budapest, 1983. 417 o.
- Das Parteiwesen Österreich-Ungarns; szerk. Erdődy Gábor; Akadémiai Kiadó, Budapest, 1987. 145 o.
- Gróf Batthyány Lajos; válogatta, a bevezetést és a jegyzeteket írta Erdődy Gábor; in: Magyar Szabadelvűek (főszerk. Gerő András); Új Mandátum Könyvkiadó, Budapest, 1998. 271 o.
- Mitteleuropa. Politische Kultur und europäische Einigung; szerk. Gábor Erdődy; Schriften des Zentrum für Europäische Integrationsforschung, Band 54. Nomos Verlagsgesellschaft, Baden-Baden, 2003. 153 o.
- Transformationserfahrungen. Zur Entwicklung der politischen Kultur in den EU-Kandidatenländern; szerk. Erdődy Gábor; Schriften des Zentrum für Europäische Intergrationsforschung Band 32. Nomos Verlagsgesellschaft, Baden-Baden 2003. 284 o.

### Tanulmányok
- Unity or Liberty? German Liberalism Founding an Empire, 1850–1879; in: Liberty and the Search for identity. Liberal Nationalism and the Legacy of Empires (szerk. Dénes Iván Zoltán) Central European University Press, Budapest–New York. 2006. 91-108.
- A belga liberális-katolikus unionizmus (1825–1848); in: Egyháztörténeti Szemle, 2009. (10. évf.) 1. sz. 100-112.
- A reformkori magyar parlamentarizmus mintái Nyugat-Európában; in: Rendiség és parlamentarizmus Magyarországon. A kezdetektől 1918-ig (szerk. Dobszay Tamás, Forgó András, ifj. Bertényi Iván, Pálffy Géza, Rácz György, Szijjártó M. István); Argumentum, Budapest, 2013. 337-344 o.
- Szalay László, a politikus; in: Történelmi Szemle, 2015/1. (57.) 67-95.
- Horváth Mihály (1809–1878). A modern magyar történetírás úttörője, a liberális katolicizmus magyarországi zászlóvivője; in: Horváth Mihály: Magyarország függetlenségi harczának története 1848 és 1849-ben (szerk. Nádasdy Miklós); Equinter, Budapest 2015. VII-XXVI o.
- La politica religiosa in Ungheria con l’avvento della democrazia; in: Rapporti diplomatici tra la Santa Sede e L’Ungheria (szerk. Fejérdy András); Libreria Editrice Vaticana. Pontificio Comitato di Scienze Storiche, 2016. 358-365 o.
- „Nemcsak Ausztria halt meg, Szent István Magyarországa is.” Teleki László, a forradalmi magyar diplomácia irányítója; in: „Tántoríthatatlan elvhűség, sziklaszilárd jellem, lovagias becsület.” Teleki László küzdelmes élete és rejtélyes halála (szerk. Debreczeni-Droppán Béla); Magyar Nemzeti Múzeum, Budapest. 2017. 109-129 o.
- Modernizáló abszolutizmus és rendi tradíciók, autoriter állam és alkotmányos parlamentarizmus, nemzeti egységtörekvések és regionalizmus a 19. századi német fejlődésben; in: Egy polgár emlékkönyvébe (szerk. Bolgár Dániel, Fenyvesi Katalin, Vér Eszter Virág); Kir. BT, Budapest, 2018. 165–192 o.
- Görgey Artúr és a politika; in: Görgey Artúr, „A tiprott hős.” Válogatás a 2016 és 2018. évi Görgei-konferenciák előadásaiból; Line Design, Bp., 2020. 41-58 o.
- József Antall’s christian democratic political thoughts; in: In Focus. A Regime Change(d), 1987–1933; Antall József Knowledge Centre. Bp., 2020/3. 173-183 o.